# Pamela Brûlart de Sillery
Pour les articles homonymes, voir Brûlart et Brûlart de Sillery.
Pamela Brûlart de Sillery, née en 1773 et morte en 1831, est la fille illégitime de Philippe d’Orléans et de Félicité de Genlis.

## Biographie
La mère de Pamela envoie sa fille en Angleterre. Préceptrice des enfants de Philippe d’Orléans, elle la fait revenir en France prétextant qu'une jeune Anglaise serait d'un grand secours pour les enfants du duc d’Orléans dans l'apprentissage de cette langue. 
La jeune Pamela est élevée avec les enfants de Philippe d’Orléans à qui elle ressemble beaucoup. Officiellement, elle est considérée comme une petite orpheline adoptée par la généreuse gouvernante. Lorsqu'elle eut atteint sa quatorzième année, elle était devenue une gracieuse jeune fille, admirée par tous les hommes politiques qui se rendaient dans les salons du duc d'Orléans. 
Camille Desmoulins la courtisait et Bertrand Barère se montrait très prévenant envers elle. En 1791, celui-ci fut nommé tuteur de Pamela. 
Le 27 décembre 1792, elle épouse Lord Edward FitzGerald, fils cadet du duc de Leinster. Après le décès de son époux en 1798, ruinée, pourchassée par les autorités anglaises, elle trouve refuge en Allemagne et s’installe à Hambourg. 
Dans cette ville, elle retrouve Félicité de Genlis. Mais la mère et la fille ne s'entendirent pas et finirent par se séparer complètement. Quelques années plus tard, Pamela se remaria, puis divorça, et revint s’installer à Paris. 
La fin de sa vie fut triste et solitaire, accablée par la déception.
Marie Lafarge est la petite-nièce de Pamela.